# TopWare Interactive
TopWare Interactive - AC Enterprises e. K. è un editore di videogiochi tedesco con sede a Karlsruhe.  La società è nota soprattutto per aver pubblicato la serie Two Worlds sviluppata dalla sua divisione Reality Pump Studios.

## Storia
TopWare Interactive è stata fondata nel 1995 come sussidiaria di TopWare CD Service AG con sede a Mannheim, in Germania — che comprendeva due studi di sviluppo interni, ToonTRAXX e TopWare Programy, che in seguito è stato ribattezzato Reality Pump Studios con sede in Polonia. Nel febbraio 2001, TopWare CD Service AG ha dichiarato fallimento. Tutti i diritti, inclusi entrambi gli studi di sviluppo, sono stati acquisiti da Zuxxez Entertainment AG.
L'azienda è stata resuscitata da Zuxxez nel 2005. Nel 2011, Zuxxez ha ufficialmente cambiato nome in TopWare Interactive, abbandonando così completamente il marchio Zuxxez. La società americana di TopWare Interactive AG, TopWare Interactive Inc., ha rivelato che stava sviluppando Battle vs. Chess. pubblicato poi da SouthPeak Games. Interplay Entertainment ha citato in giudizio e ha vinto un'ingiunzione per interrompere le vendite negli Stati Uniti. Nel febbraio 2012, Interplay ha vinto la causa e il 15 novembre 2012 è stato raggiunto un accordo.
TopWare Interactive/Zuxxez Entertainment ha dichiarato nuovamente bancarotta il 1º febbraio 2016. Sebbene la società non abbia rilasciato alcun comunicato ufficiale sull'argomento, l'insolvenza è stata registrata nel Registro europeo dei fallimenti.. La dichiarazione di fallimento arriva pochi giorni dopo il ritiro di Vendetta - Curse of Raven's Cry (l'ultimo gioco pubblicato da TopWare Interactive, una riedizione di Raven's Cry ) da Steam. Tuttavia, TopWare ha pubblicato di nuovo il gioco in silenzio in seguito.

## Titoli pubblicati

### Premium
- 1996 — Das Schwarze Auge: Schatten über Riva — MS-DOS
- 1997 — Jack Orlando — PC
- 1997 — Earth 2140 — PC
- 1998 — Emergency
- 1998 — Knights and Merchants: The Shattered Kingdom
- 1999 — Excessive Speed
- 1999 — Gorky 17
- 1999 — Jagged Alliance 2
- 1999 — Septerra Core: Legacy of the Creator
- 2000 — Earth 2150: Escape from the Blue Planet
- 2000 — Earth 2150: The Moon Project
- 2001 — Earth 2150: Lost Souls
- 2001 — World War III: Black Gold
- 2002 — Enclave
- 2001 — Chicken Shoot 1
- 2002 — Knights and Merchants: The Peasants Rebellion
- 2002 — Heli Heroes
- 2002 — World War II: Panzer Claws
- 2003 — Chicken Shoot 2
- 2003 — KnightShift
- 2004 — Jagged Alliance 2: Wildfire
- 2004 — I of the Dragon
- 2005 — Earth 2160 — PC
- 2006 — Dream Pinball 3D — PC
- 2007 — Two Worlds — PC, Xbox 360
- 2009 — X-Blades — PC, Xbox 360, PlayStation 3
- 2010 — Two Worlds II — PC, Mac, Xbox 360, PlayStation 3
- 2011 — Two Worlds 2: Pirates of the Flying Fortress — PC, Mac, Xbox 360, PlayStation 3
- 2011 — Battle vs Chess aka Check vs. Mate — PC, Mac, Xbox 360, PlayStation 3, Nintendo Wii
- 2012 — Planets under Attack — PC, Xbox 360, PlayStation 3
- 2012 — Iron Sky: Invasion — PC, Mac, Xbox 360, PlayStation 3
- 2014 — Scivelation — PC, Xbox One, PlayStation 4[6]
- 2014 — Sacrilegium — PC, Mac OS X, Xbox 360, PlayStation 3, Wii U[7]
- 2015 — Raven's Cry — PC, Mac, Xbox 360, PlayStation 3
- 2017 - Two Worlds 2: Call of the Tenebrae
- 2017 - Two Worlds 2: Shadows of the Dark Past
- 2018 - Two Worlds 2: Shadows of the Dark Past 2

### Altri
- Dream Pinball 3D
- Burn
- BoG Arcade
- BoG Role Playing
- BoG Strategy
- WWIII: Black Gold
- World War II: Panzer Claws II
- Kings of Dark Age
- Septerra Core
- Gorky 17
- Heli Heroes
- Knights & Merchants
- Earth 2140
- Earth 2150
- Earth 2160
- Das Schwarze Auge: Die Schicksalsklinge (1997 ripubblicazione)
- Das Schwarze Auge: Sternenschweif (1997 ripubblicazione)
- Das Schwarze Auge: Schatten über Riva (1997 ripubblicazione)
- EEP Pro 3.0
- Jack Orlando
- X-Blades
- Transcripted[8]
- Serie Gold Games